# Phaenochitonia gallardi
Phaenochitonia gallardi is een vlindersoort uit de familie van de prachtvlinders (Riodinidae), onderfamilie Riodininae.
Phaenochitonia gallardi werd in 1996 beschreven door Hall, J & Willmott.